# Battlefield 2042
Battlefield 2042 est un jeu vidéo de tir à la première personne développé par DICE et édité par Electronic Arts. 
Le jeu est sorti le 19 novembre 2021 sur Microsoft Windows, PlayStation 4, PlayStation 5, Xbox One et Xbox Series.

## Synopsis
Le jeu se déroule dans un futur sombre et pessimiste où une succession de crises a provoqué la faillite de nombreux Etats et un flot massif de réfugiés surnommés les "Sans-Patrie" (No-Pats en VO). Ces derniers deviennent des mercenaires (appelés "forces opérationnelles") pour se battre avec l'une des deux dernières superpuissances mondiales : les États-Unis et la Russie (qui représentent les deux factions jouables du jeu) qui s’inspire des relations  dégradées entre les deux puissances dans la vie actuelle.

## Système de jeu

### Solo
Le jeu ne comporte pas de campagne solo scénarisée mais il est possible de profiter de plusieurs modes de jeu en compagnie de bots dirigés par l'intelligence artificielle pour se familiariser avec les cartes du jeu. L'histoire du jeu est néanmoins développée par l'intermédiaire des différentes saisons du jeu ainsi que par des lignes de dialogues au cours des différentes parties.

### Multijoueur
Le jeu comporte 7 cartes au lancement et se base sur des saisons et des battles pass. La première année devrait proposer 4 saisons accompagnées de nouveau contenu. Aussi, pour la première fois dans l'histoire de la série, le jeu abandonne le système de classes au profit de spécialistes avec des capacités uniques. 128 joueurs peuvent s'affronter sur PC, PlayStation 5 et Xbox Series, mais uniquement 64 joueurs sur PlayStation 4 et Xbox One. Il est possible de personnaliser son arme directement sur le champ de bataille et, grâce à une tablette, les joueurs peuvent commander la livraison du véhicule de leur choix.
Le multijoueur s'appuie sur trois piliers :
- All-Out Warfare, qui regroupe les modes classiques de Battlefield : Conquête, Percée, Ruée et MME ;
- Hazard Zone, orienté teamplay ;
- Battlefield Portal : un éditeur de bataille qui permet aux joueurs de changer les règles du jeu pour créer leur propre mode sur 6 nouvelles cartes venant des opus précédents mais retravaillées avec le moteur Frostbite.

## Développement
Le jeu est dévoilé avec une bande-annonce le 9 juin 2021 par Electronic Arts. Une deuxième bande-annonce, cette fois de gameplay, est diffusée le 13 juin 2021. Le jeu utilise la 4e version du moteur Frostbite Engine. Le prix du jeu de base est plus élevé pour PlayStation 5 et Xbox Series, l'éditeur justifiant ce choix par un jeu qui est non seulement plus beau mais avec de plus grandes cartes et un mode à 128 joueurs nécessitant plus d'infrastructures serveurs.